# Чемпионат мира по лёгкой атлетике 2019 — спортивная ходьба на 50 километров (женщины)
Соревнования по ходьбе на 50 километров у женщин на чемпионате мира по лёгкой атлетике 2019 года прошли 28 сентября в Дохе (Катар). Двухкилометровая трасса была проложена по набережной Корниш.
С целью минимизации рисков здоровью спортсменов, связанных с высокой температурой и влажностью воздуха, организаторы приняли решение сделать старт марафонов и спортивной ходьбы в полночь.
Действующей чемпионкой мира в ходьбе на 50 километров являлась Инеш Энрикеш из Португалии.
Лидер мирового сезона и обладательница лучшего результата в истории (3:57.08) Клавдия Афанасьева не имела права выступать на чемпионате мира в связи с отстранением российских легкоатлетов от международных стартов из-за допингового скандала. Индивидуальный допуск от международной федерации для выступления в качестве нейтрального атлета у Афанасьевой также отсутствовал.

## Медалисты
| Золото        | Серебро        | Бронза                  |
| Лян Жуй Китай | Ли Маоцо Китай | Элеонора Джорджи Италия |

## Рекорды
До начала соревнований действующими были следующие рекорды.
| Мировой рекорд                 | Лю Хун Китай              | 3:59.15 | Хуаншань, Китай        | 9 марта 2019    |
| Рекорд чемпионатов мира        | Инеш Энрикеш Португалия   | 4:05.56 | Лондон, Великобритания | 13 августа 2017 |
| Лучший результат сезона в мире | Клавдия Афанасьева Россия | 3:57.08 | Чебоксары, Россия      | 15 июня 2019    |

## Отбор на чемпионат мира
Отборочный норматив — 4:30.00. Для участия в чемпионате мира спортсменки должны были выполнить его в период с 7 марта 2018 года по 6 сентября 2019 года. Плановое количество участников, установленное ИААФ в этом виде — 30.
Специальное приглашение (wild card) вне национальной квоты получила:
- Инеш Энрикеш — как действующая чемпионка мира

## Расписание
| Дата             | Время | Раунд соревнований |
| ---------------- | ----- | ------------------ |
| 28 сентября 2019 | 23:30 | Финал              |

Время местное (UTC+3:00)

## Результаты
Обозначения: WR — Мировой рекорд | AR — Рекорд континента | CR — Рекорд чемпионатов мира | NR — Национальный рекорд | WL — Лучший результат сезона в мире | PB — Личный рекорд | SB — Лучший результат в сезоне | DNS — Не стартовала | DNF — Не финишировала | DQ — Дисквалифицирована

Старт заходу на 50 километров был дан 28 сентября в 23:30 по местному времени. На дистанцию отправились 23 спортсменки из 13 стран. Женщины стартовали одновременно с мужчинами, оспаривавшими медали на аналогичной дистанции.
Несмотря на позднее начало соревнований, температура воздуха в момент старта оставалась высокой — 31 градус при влажности воздуха 74 процента. К моменту финиша эти показатели изменились несильно: 30 градусов тепла, влажность воздуха — 70 процентов. Как и днём ранее во время женского марафона, жара оказала серьёзное влияние на итоги соревнований. Все участницы показали результаты, значительно уступающие их личным рекордам.
Со старта заход возглавили три участницы: китаянки Лян Жуй и Ли Маоцо, а также Элеонора Джорджи из Италии. К 9-му километру их догнала действующая чемпионка Инеш Энрикеш. Некоторое время квартет лидеров держался вместе, но ещё до середины дистанции от него стала отставать Джорджи. Для Энрикеш соревнования развивались по сценарию командного чемпионата мира по ходьбе 2018 года: как и полтора года назад в Тайцане, португальская легкоатлетка пыталась идти в темпе лидера Лян Жуй, но вновь не справилась со скоростью китаянки и пропустила вперёд не только её, но и Ли с Джорджи. Заход завершился для Энрикеш сходом на 37-м километре, когда она находилась на 6-м месте и проигрывала лидеру около семи с половиной минут.
Окончательная расстановка призёров определилась к 25-му километру. В этот момент Лян стала наращивать преимущество над соотечественницей Ли, а Джорджи закрепилась на третьем месте. На второй половине дистанции никаких перестановок не произошло, лишь увеличились отрывы между будущими медалистами.
В абсолютном зачёте (с учётом мужчин, стартовавших одновременно) Лян Жуй с результатом 4:23.36 заняла 18-е место, опередив 11 мужчин. Ли Маоцо стала 22-й, Элеонора Джорджи — 24-й.
| Место | Спортсмен              | Гражданство | Результат | Примечания |
| ----- | ---------------------- | ----------- | --------- | ---------- |
| 1     | Лян Жуй                | Китай       | 4:23.26   |            |
| 2     | Ли Маоцо               | Китай       | 4:26.40   |            |
| 3     | Элеонора Джорджи       | Италия      | 4:29.13   |            |
| 4     | Елена Собчук           | Украина     | 4:33.38   |            |
| 5     | Ма Файин               | Китай       | 4:34.56   |            |
| 6     | Кристина Юдкина        | Украина     | 4:36.00   |            |
| 7     | Магали Бонилья         | Эквадор     | 4:37.03   |            |
| 8     | Юлия Такач             | Испания     | 4:38.20   |            |
| 9     | Паола Перес            | Эквадор     | 4:38.54   |            |
| 10    | Мар Хуарес             | Испания     | 4:39.28   |            |
| 11    | Масуми Футисэ          | Япония      | 4:41.02   |            |
| 12    | Анастасия Яцевич       | Беларусь    | 4:44.01   |            |
| 13    | Надежда Дорожук        | Беларусь    | 4:47.26   |            |
| 14    | Ангелики Макри         | Греция      | 4:54.09   |            |
| 15    | Мара Рибейру           | Португалия  | 4:58.44   |            |
| 16    | Элианай Перейра        | Бразилия    | 5:11.26   |            |
| 17    | Кэтлин Бернетт         | США         | 5:23.05   |            |
| 18 !  | Валентина Мирончук     | Украина     | DNF       |            |
| 18 !  | Николь Коломби         | Италия      | DNF       |            |
| 18 !  | Инеш Энрикеш           | Португалия  | DNF       |            |
| 18 !  | Мариявиттория Беккетти | Италия      | DNF       |            |
| 18 !  | Мария Чакова           | Словакия    | DNF       |            |
| 18 !  | Ивана Ренич            | Хорватия    | DNF       |            |
| 24 !  | Тийя Куйкка            | Финляндия   | DNS       |            |